# Swiss Mini Gun
Die Swiss Mini Gun ist ein Revolver, der in der Schweiz von SwissMiniGun produziert wurde. Sie gilt als der kleinste funktionsfähige Revolver und kleinste funktionstüchtige Faustfeuerwaffe der Welt.

## Beschreibung
Der Revolver ist nur 5,5 cm lang, 3,5 cm hoch und 1 cm breit und wiegt 19,8 g. Die Munition ist 2,34 mm Randfeuer und wurde ebenfalls von SwissMiniGun produziert. Viele Länder, wie die Vereinigten Staaten und das Vereinigte Königreich, verbieten die Einfuhr der Swiss Mini Gun wegen der Leichtigkeit, den Revolver zu verbergen. Swiss Mini Gun wird von Guinness World Records als der kleinste funktionierende Revolver der Welt anerkannt. Es ist ein Double-Action-Revolver und verfügt über die gleichen Funktionen wie normale Revolver. Die Website des Herstellers behauptet, dass „die Herstellung dieses aussergewöhnlich kleinen Revolvers erst möglich gemacht wurde, indem das Know-how und die Technologien der Schweizer Uhren- und Schmuckindustrie genutzt wurden.“